# Shule Nanshan
Shule Nanshan (chiń. upr. 疏勒南山; chiń. trad. 疏勒南山; pinyin Shūlè Nánshān) – zrębowe pasmo górskie w środkowych Chinach, część gór Qilian Shan. Rozciąga się z północnego zachodu na południowy wschód na długości ok. 250 km i ogranicza od północnego wschodu kotlinę jeziora Har Hu. Najwyższy szczyt, Kangze'gyai, liczy 5808 m n.p.m. Pasmo zbudowane jest głównie z granitów i skał metamorficznych i porośnięte jest roślinnością trawiastą oraz krzewiastą. Powyżej 5000 m n.p.m. występują lodowce górskie oraz całoroczna pokrywa śnieżna.